# Susan Herndon
Pour les articles homonymes, voir Herndon.
Susan Herndon est une chanteuse, musicienne et compositrice américaine née à Saint Louis dans le Missouri et vivant en Oklahoma.

## Biographie
Susan Herndon, après un riche cursus littéraire en anglais et en français, passa de l'enseignement à la composition et à la musique sur scène .
C'est actuellement l'une des artistes notables de la scène Red Dirt Music en Oklahoma et des états environnants.
S'accompagnant au piano, à la guitare, parfois à la basse ou à l'accordéon, sa voix douce et mélodieuse est le média principal qui lui permet d'interpréter ses compositions fines et envoûtantes principalement inspirées du jazz, de la folk, du rock et du red dirt blues.
Susan Herndon a déjà réalisé six albums depuis 2000 proposant ses compositions enregistrées avec d'excellents musiciens, producteurs et références de la scène de l'Oklahoma (Lloyd Maines, Bob Livingston, Mike McClure, Tom Skinner, Rocky Frisco, Randy Crouch...).
Chaque album contient au moins une chanson en français, composition originale en général ou parfois reprise surprenante ('La fille du Nord' de Bob Dylan dans 1,000 Pies). Son dernier album "Vagabonde" contient principalement des reprises alternant le français et l'anglais et sera suivi en 2016 certainement d'un deuxième opus du même genre.

## Discographie
- Quiet Cave (2000)
- In the Attic (2003)
- Peccadillos (2005)
- 1,000 Pies (2007)
- All Fall Down (2010)
- Vagabonde (2015)